# Gloversville
Gloversville je město v okrese Fulton County ve státě New York ve Spojených státech amerických.
K roku 2010 zde žilo 15 665 obyvatel. S celkovou rozlohou 13,2 km² byla hustota zalidnění 1 168,7 obyvatel na km².